# デサント・オ・ザンファー 地獄に堕ちて
『デサント・オ・ザンファー 地獄に堕ちて』（Descente aux enfers）は、1986年のフランス映画。フランシス・ジロー (en fr) 監督作品。デイビッド・グーディスの小説を原作としている。DVDでは『地獄に堕ちて』の邦題で発売された。
ソフィー・マルソーのデビュー作『ラ・ブーム』では父であったクロード・ブラッスールが、本作では歳の離れた夫を演じる。

## あらすじ
夫婦の危機を打開するため、ハイチのリゾートホテルにフランスの中年作家と若い妻がやってきた。夫アランは不振に陥りアルコール使用障害、夫に興味を示さないローラは客の若い男と遊んでいるが不感症だ。パリのメトロ駅構内で男に襲われかけた記憶が生々しい。ある夜アランは飲んだ帰り、金を無心してついてきた男を無人の路上で殺してしまう。ローラは気力のないアランに代わり、血の付いた衣類を焼却する。翌日、事件を目撃し凶器も持っているというハイチ人のテオフィルが婚約者というベルギー人のリュセットを伴い、ローラとアランの出先ジャクメルにやってきて取り引きを持ちかける。砂浜に誘ったローラはいきさつを語ったアランに「私と遊んだ男を殺したかった、そのかわりだろう」という。アランは警察署長ルドゥーに犯人だと名乗り出るが相手にされず、ホテル従業員のユスタシュが犯人だ、自分が犯人だと主張するなら証拠を持ってこい、と追い返される。ローラは装身具をホテルの客バーンズのもとに持っていき、バーンズは支配人エルビスにドルを借りて即金3万ドルで買い取る。リュセットと取り引きをしたローラは証拠を海に投げ捨てる。アランはテオフィルの家で、女同士が取り引きをしてしまったこと、リュセットが姿を消したことを知らされる。自分が殺人者であることを証言するためテオフィルに警察へ同行するよう求めるが、乱闘となり共に傷ついてしまう。ローラは夫の行方を案じていたが、助けを求める電話がかかってきた。ローラは、アランが収容されている病院で、昔、襲われかけた男の持っていた刃物で、その男の股間を刺して逃げたことを告白する。

## キャスト
- ローラ・コルベール (Lola Kolber)：ソフィー・マルソー
- アラン・コルベール (Alan Kolber)：クロード・ブラッスール
- バーンズ (Mrs. Burns)：ベッツィ・ブレア (en fr)
- エルビス (Elvis)：ジェラール・リナルディ (fr)
- テオフィル・ビジュー (Theophil Bijou)：シディキ・バカダ
- リュセット・ブルマンス (Lucette Beulemans)：マリー・デュボア (en fr)
- ユスタシュ
- ルドゥー署長 (Comissaire )：Umban U'Kset
- フィリップ (Philippe Devignat)：イポリット・ジラルド

## ノミネート
- セザール賞（1987年）
  - 最優秀助演女優賞：マリー・デュボア

## 評
- 佐藤友紀「『ラ・ブーム』の父親役と裸で激しいラブシーンを演じる作品（引用注：本作のこと）もあり、そうした映画を企画する側も企画する側だが、『みんな父娘相姦みたいな目で私たちを、見たがってるのよね』と重々承知していながら、簡単に出演してしまうソフィーもソフィー。」[9]